# Amphipyra postpallida
Amphipyra postpallida là một loài bướm đêm trong họ Noctuidae.